# Вестчејс (Флорида)
Вестчејс (енгл. Westchase) насељено је место без административног статуса у америчкој савезној држави Флорида.

## Демографија
По попису из 2010. године број становника је 21.747, што је 10.631 (95,6%) становника више него 2000. године.
| Група             | 2000.         | 2010.          |
| Белци             | 8.650 (77,8%) | 15.342 (70,5%) |
| Афроамериканци    | 563 (5,1%)    | 1.158 (5,3%)   |
| Азијати           | 453 (4,1%)    | 1.441 (6,6%)   |
| Хиспаноамериканци | 1.322 (11,9%) | 3.368 (15,5%)  |
| Укупно            | 11.116        | 21.747         |